# Alberto Giglioli
Alberto Giglioli (4 lutego 1924 w Buonconvento – 3 stycznia 2005), włoski duchowny katolicki, biskup.
Studiował w seminarium archidiecezjalnym w Sienie, przyjął święcenia kapłańskie 29 czerwca 1947 z rąk ówczesnego arcybiskupa Sieny, Mario Toccabellego. Uzupełniał wykształcenie w Papieskim Instytucie Biblijnym w Rzymie, gdzie specjalizował się w egzegezie Pisma Świętego. Po powrocie do archidiecezji Siena wykładał problematykę biblijną i teologię dogmatyczną w tamtejszym seminarium, był również proboszczem w dwóch parafiach oraz delegatem arcybiskupa przy archidiecezjalnej Akcji Katolickiej. W 1967 został rektorem seminarium.
24 kwietnia 1970 został mianowany biskupem pomocniczym Sieny, ze stolicą tytularną Bitylius. Konsekracji dokonał 13 czerwca 1970 kolejny arcybiskup sieneński, dominikanin Ismaele Castellano. Po pięciu latach Giglioni został przeniesiony na samodzielną diecezję, od 7 października 1975 łączył w sobie unią personalną Chiusi-Pienza oraz Montepulciano. W nowych diecezjach aktywnie wspierał działalność Akcji Katolickiej oraz misje. Za jego rządów biskupich nastąpiła reforma administracyjna i obie diecezje zostały 30 września 1986 połączone w diecezję Montepulciano-Chiesi-Pienza.
Po prawie 30 latach posługi biskupiej i osiągnięciu wieku emerytalnego przeszedł w stan spoczynku 25 marca 2000. Zastąpił go franciszkanin Rodolfo Cetoloni, któremu odchodzący biskup, wspólnie z kardynałem Silvano Piovanellim, udzielił sakry w maju 2000.
Zmarł w styczniu 2005.